# Drahobudice
Drahobudice – gmina w Czechach, w powiecie Kolín, w kraju środkowoczeskim. Według danych z dnia 1 stycznia 2014 liczyła 219 mieszkańców.
W miejscowości jest przystanek kolejowy Drahobudice.